# Cikeusal Lor
Cikeusal Lor is een bestuurslaag in het regentschap Brebes van de provincie Midden-Java, Indonesië. Cikeusal Lor telt 4597 inwoners (volkstelling 2010).